# Сисянь (Синьян)
Сися́нь (кит. упр. 息县, пиньинь Xī xiàn) — уезд городского округа Синьян провинции Хэнань (КНР). Уезд назван в честь царства, существовавшего на этой территории в античные времена.

## История
В эпоху Чжоу У-ван сделал 37-го сына Вэнь-вана Сян Да (羽达) Си-хоу (息侯), и даровал эти места в качестве удельного владения. В 682 году до н. э. царство Си (息国) было завоёвано царством Чу.
При империи Западная Хань в этих местах был создан уезд Синьси (新息县, «новое Си»).
После монгольского завоевания в 1263 году была создана область Сичжоу (息州). В 1266 году уезд Синьси был расформирован, а его земли перешли под непосредственное управление областных структур. При империи Мин область была в 1371 году понижена в статусе до уезда — так появился уезд Сисянь.
В 1949 году был образован Специальный район Хуанчуань (潢川专区), и уезд вошёл в его состав. В 1952 году Специальный район Хуанчуань был присоединён к Специальному району Синьян (信阳专区). В 1970 году Специальный район Синьян был переименован в Округ Синьян (信阳地区).
В 1998 году постановлением Госсовета КНР были расформированы округ Синьян, уезд Синьян и город Синьян, и был образован городской округ Синьян.

## Административное деление
Уезд делится на 3 уличных комитета, 6 посёлков и 12 волостей.